# Pieniądze brytyjskie

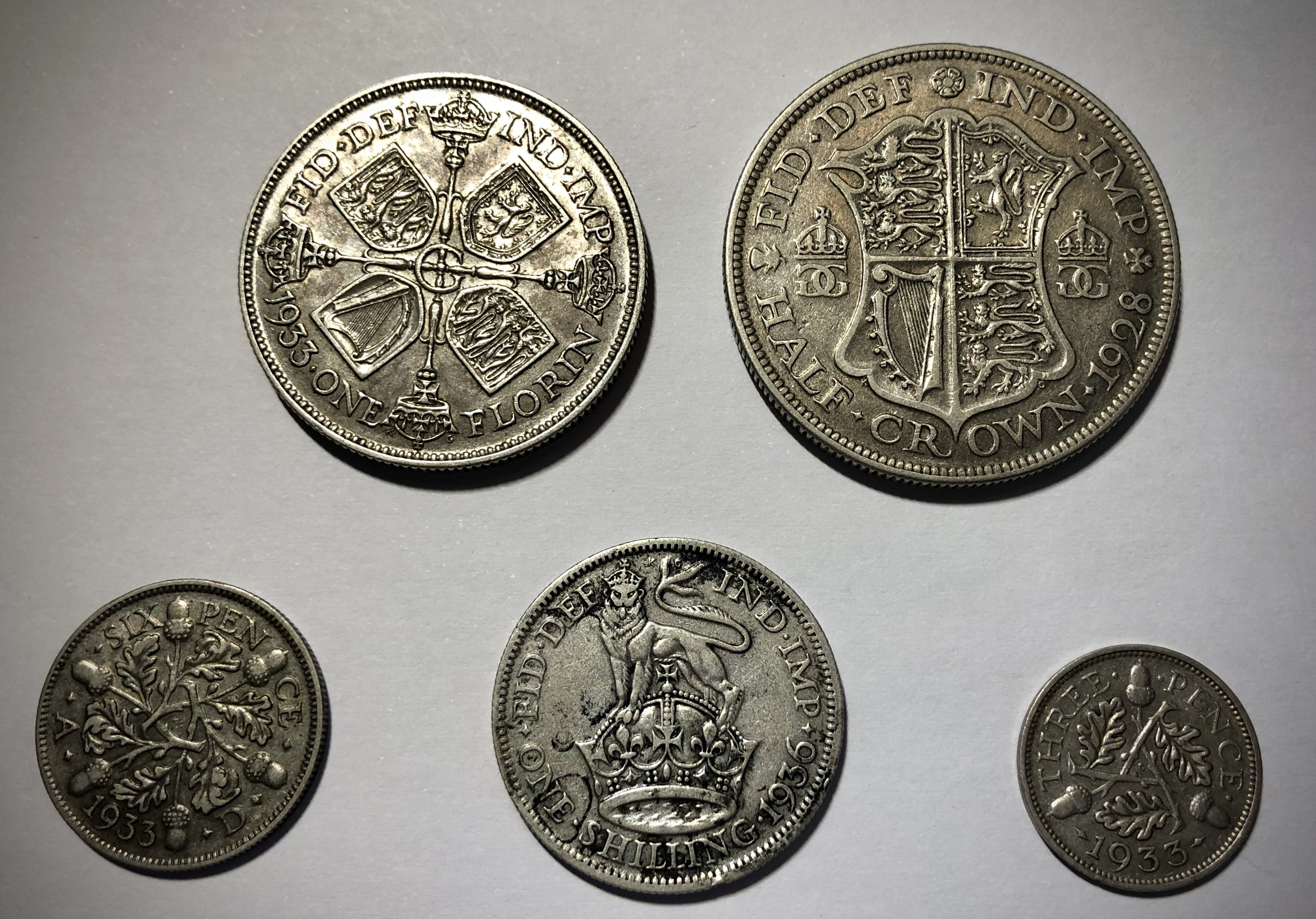
Srebrne monety Jerzego V z lat 1928 - 1936; od lewej od góry: floren, półkorona, poniżej od lewej: sześciopensówka, szyling, trzypensówka

Od XVIII wieku walutą Wielkiej Brytanii jest funt szterling (pound sterling), który od 15 lutego 1971 jest równy 100 pensom (pence).

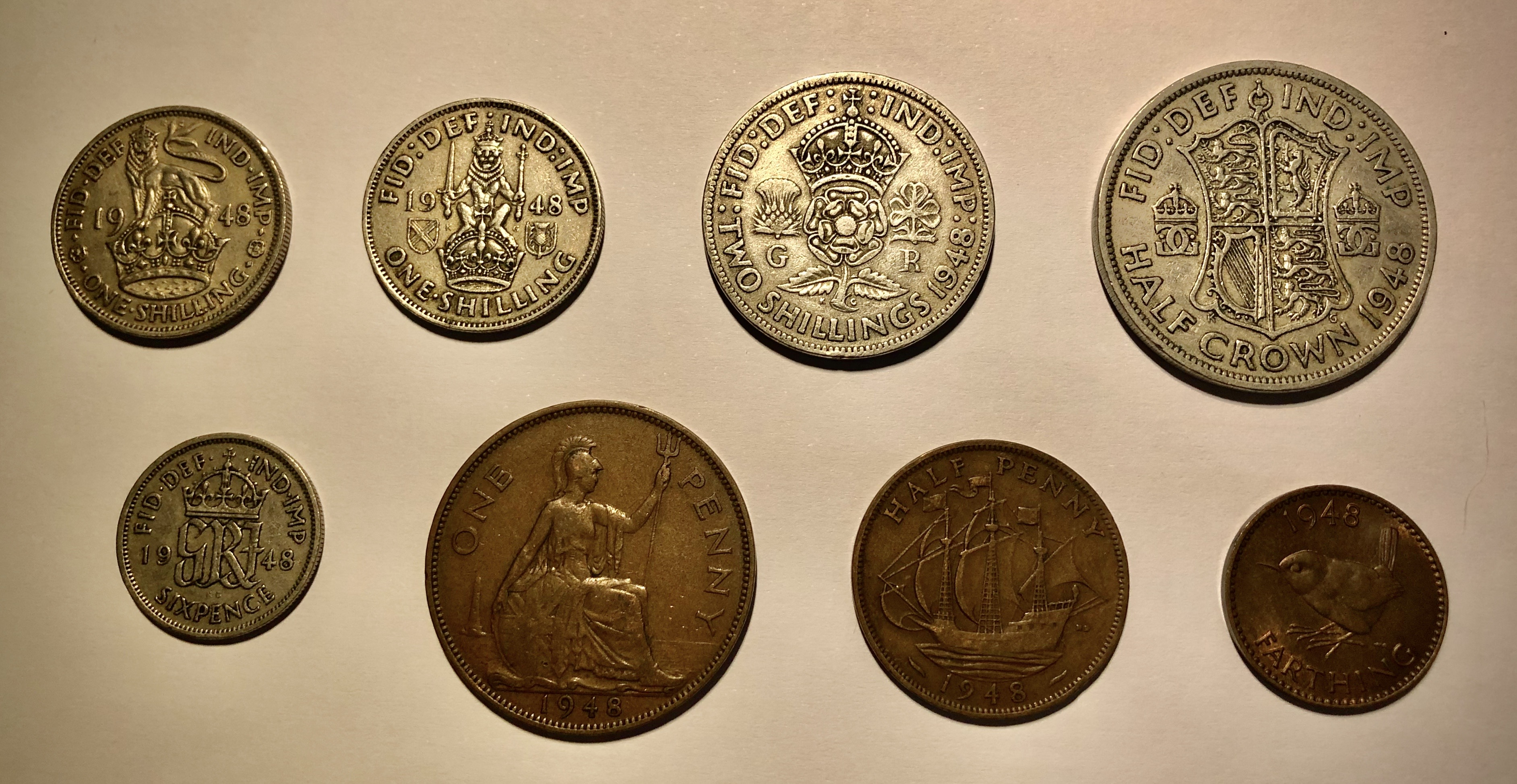
Monety Jerzego VI z 1948 r; od lewej od góry 2x szyling (angielski, szkocki), dwa szylingi, półkorona, poniżej od lewej: sześciopensówka, pens, pół-pensa, farthing

Zwyczajowo na awersie każdej monety brytyjskiej znajduje się popiersie obecnie panującego monarchy.

## Dawny system
Wcześniej jeden funt był równy 20 szylingom, zaś jeden szyling (shilling) - 12 pensom (pence). Jeszcze wcześniej 1 pens dzielił się na dwie półpensówki (halfpenny) lub na 4 ćwiartki (farthings).
Funt oznaczany był symbolem "£", szyling literą "s.", pens "d." Obecnie, dla rozróżnienia między "starym" pensem a nowym, stosuje się oznaczenie tego ostatniego "p."; szyling wyszedł z użycia, a oznaczenie funta symbolem "£" pozostało bez zmian. Przykładowo zapis £2 5s. 3d. lub analogicznie "2/5/3" oznaczał: "2 funty, 5 szylingów, 3 pensy". Jeżeli podano tylko dwie cyfry, oznaczało to szylingi i pensy, np. "5/3" oznacza to samo, co "5s. 3d.", czyli 5 szylingów i 3 pensy.
Wartość 5 szylingów (1/4 funta) odpowiadała koronie (crown), zaś pół korony stanowiły dwa szylingi i sześć pensów (2s. 6d.).
Ceny artykułów wysokiej jakości oraz honoraria przedstawicieli wolnych zawodów (lekarzy, adwokatów itp.) liczone były w gwineach. 1 gwinea (guinea, gn.) stanowiła funta i szyling, czyli 1gn. = £1 1s = 21s.

### Decymalizacja
15 lutego 1971 roku dokonano decymalizacji funta, który od tej pory odpowiadał 100 „nowym” pensom. Wiązało się to z koniecznością zastąpienia dotychczas używanych monet, co nastąpiło jednak stopniowo. Już w 1968 roku w obiegu pojawiły się nowe monety 5- i 10-pensowe, które wyglądem jak i wartością odpowiadały dotychczasowym szylingom i florenom (monety te funkcjonowały równolegle przez ponad dwadzieścia lat). Rok później pojawiły się monety 50-pensowe, zastępujące banknoty 10-szylingowe, a z użycia wycofano półpensówki i półkorony. W 1971 roku zaprezentowane zostały nowe monety ½-, 1- i 2-pensowe, a z obiegu wycofane zostały stare 1- i 3-pensówki. Do 1980 roku wykorzystywane były stare 6-pensówki (odpowiadające 2,5 „nowym” pensom), do 1990 – szylingi, a jako ostatnie w 1993 roku wycofano floreny.
| Oznaczenie | Wartość  | '67                                   | '68                                   | '69                                   | '70                                   | '71                                  | '72                                  | '73                                  | '74                                  | '75                                  | '76                                  | '77                                  | '78                                  | '79                                  | '80                                  | '81                                  | '82                                  | '83                                  | '84                                  | '85                                  | '86                                  | '87                                  | '88                                  | '89                                  | '90                                  | '91                                  | '92                                  | '93                                  | '94                                  |
| ---------- | -------- | ------------------------------------- | ------------------------------------- | ------------------------------------- | ------------------------------------- | ------------------------------------ | ------------------------------------ | ------------------------------------ | ------------------------------------ | ------------------------------------ | ------------------------------------ | ------------------------------------ | ------------------------------------ | ------------------------------------ | ------------------------------------ | ------------------------------------ | ------------------------------------ | ------------------------------------ | ------------------------------------ | ------------------------------------ | ------------------------------------ | ------------------------------------ | ------------------------------------ | ------------------------------------ | ------------------------------------ | ------------------------------------ | ------------------------------------ | ------------------------------------ | ------------------------------------ |
| ½d         | ~£0,0021 | półpensówka (halfpenny)               | półpensówka (halfpenny)               | półpensówka (halfpenny)               |                                       |                                      |                                      |                                      |                                      |                                      |                                      |                                      |                                      |                                      |                                      |                                      |                                      |                                      |                                      |                                      |                                      |                                      |                                      |                                      |                                      |                                      |                                      |                                      |                                      |
| 1d         | ~£0,0042 | pensówka (penny)                      | pensówka (penny)                      | pensówka (penny)                      | pensówka (penny)                      | pensówka (penny)                     |                                      |                                      |                                      |                                      |                                      |                                      |                                      |                                      |                                      |                                      |                                      |                                      |                                      |                                      |                                      |                                      |                                      |                                      |                                      |                                      |                                      |                                      |                                      |
| ½p         | £0,005   |                                       |                                       |                                       |                                       | półpensówka (halfpenny)              | półpensówka (halfpenny)              | półpensówka (halfpenny)              | półpensówka (halfpenny)              | półpensówka (halfpenny)              | półpensówka (halfpenny)              | półpensówka (halfpenny)              | półpensówka (halfpenny)              | półpensówka (halfpenny)              | półpensówka (halfpenny)              | półpensówka (halfpenny)              | półpensówka (halfpenny)              | półpensówka (halfpenny)              | półpensówka (halfpenny)              |                                      |                                      |                                      |                                      |                                      |                                      |                                      |                                      |                                      |                                      |
| 1p         | £0,01    |                                       |                                       |                                       |                                       | pensówka (penny)                     | pensówka (penny)                     | pensówka (penny)                     | pensówka (penny)                     | pensówka (penny)                     | pensówka (penny)                     | pensówka (penny)                     | pensówka (penny)                     | pensówka (penny)                     | pensówka (penny)                     | pensówka (penny)                     | pensówka (penny)                     | pensówka (penny)                     | pensówka (penny)                     | pensówka (penny)                     | pensówka (penny)                     | pensówka (penny)                     | pensówka (penny)                     | pensówka (penny)                     | pensówka (penny)                     | pensówka (penny)                     | pensówka (penny)                     | pensówka (penny)                     | pensówka (penny)                     |
| 3d         | £0,0125  | trzypensówka (threepence)             | trzypensówka (threepence)             | trzypensówka (threepence)             | trzypensówka (threepence)             | trzypensówka (threepence)            |                                      |                                      |                                      |                                      |                                      |                                      |                                      |                                      |                                      |                                      |                                      |                                      |                                      |                                      |                                      |                                      |                                      |                                      |                                      |                                      |                                      |                                      |                                      |
| 2p         | £0,02    |                                       |                                       |                                       |                                       | dwupensówka (two pence)              | dwupensówka (two pence)              | dwupensówka (two pence)              | dwupensówka (two pence)              | dwupensówka (two pence)              | dwupensówka (two pence)              | dwupensówka (two pence)              | dwupensówka (two pence)              | dwupensówka (two pence)              | dwupensówka (two pence)              | dwupensówka (two pence)              | dwupensówka (two pence)              | dwupensówka (two pence)              | dwupensówka (two pence)              | dwupensówka (two pence)              | dwupensówka (two pence)              | dwupensówka (two pence)              | dwupensówka (two pence)              | dwupensówka (two pence)              | dwupensówka (two pence)              | dwupensówka (two pence)              | dwupensówka (two pence)              | dwupensówka (two pence)              | dwupensówka (two pence)              |
| 6d         | £0,025   | sześciopensówka (sixpence)            | sześciopensówka (sixpence)            | sześciopensówka (sixpence)            | sześciopensówka (sixpence)            | sześciopensówka (sixpence)           | sześciopensówka (sixpence)           | sześciopensówka (sixpence)           | sześciopensówka (sixpence)           | sześciopensówka (sixpence)           | sześciopensówka (sixpence)           | sześciopensówka (sixpence)           | sześciopensówka (sixpence)           | sześciopensówka (sixpence)           | sześciopensówka (sixpence)           |                                      |                                      |                                      |                                      |                                      |                                      |                                      |                                      |                                      |                                      |                                      |                                      |                                      |                                      |
| 1/-        | £0,05    | szyling (shilling)                    | szyling (shilling)                    | szyling (shilling)                    | szyling (shilling)                    | szyling (shilling)                   | szyling (shilling)                   | szyling (shilling)                   | szyling (shilling)                   | szyling (shilling)                   | szyling (shilling)                   | szyling (shilling)                   | szyling (shilling)                   | szyling (shilling)                   | szyling (shilling)                   | szyling (shilling)                   | szyling (shilling)                   | szyling (shilling)                   | szyling (shilling)                   | szyling (shilling)                   | szyling (shilling)                   | szyling (shilling)                   | szyling (shilling)                   | szyling (shilling)                   | szyling (shilling)                   |                                      |                                      |                                      |                                      |
| 5p         | £0,05    |                                       | pięciopensówka (five pence)           | pięciopensówka (five pence)           | pięciopensówka (five pence)           | pięciopensówka (five pence)          | pięciopensówka (five pence)          | pięciopensówka (five pence)          | pięciopensówka (five pence)          | pięciopensówka (five pence)          | pięciopensówka (five pence)          | pięciopensówka (five pence)          | pięciopensówka (five pence)          | pięciopensówka (five pence)          | pięciopensówka (five pence)          | pięciopensówka (five pence)          | pięciopensówka (five pence)          | pięciopensówka (five pence)          | pięciopensówka (five pence)          | pięciopensówka (five pence)          | pięciopensówka (five pence)          | pięciopensówka (five pence)          | pięciopensówka (five pence)          | pięciopensówka (five pence)          | pięciopensówka (five pence)          | pięciopensówka (five pence)          | pięciopensówka (five pence)          | pięciopensówka (five pence)          | pięciopensówka (five pence)          |
| 2/-        | £0,10    | floren (florin)                       | floren (florin)                       | floren (florin)                       | floren (florin)                       | floren (florin)                      | floren (florin)                      | floren (florin)                      | floren (florin)                      | floren (florin)                      | floren (florin)                      | floren (florin)                      | floren (florin)                      | floren (florin)                      | floren (florin)                      | floren (florin)                      | floren (florin)                      | floren (florin)                      | floren (florin)                      | floren (florin)                      | floren (florin)                      | floren (florin)                      | floren (florin)                      | floren (florin)                      | floren (florin)                      | floren (florin)                      | floren (florin)                      | floren (florin)                      |                                      |
| 10p        | £0,10    |                                       | dziesięciopensówka (ten pence)        | dziesięciopensówka (ten pence)        | dziesięciopensówka (ten pence)        | dziesięciopensówka (ten pence)       | dziesięciopensówka (ten pence)       | dziesięciopensówka (ten pence)       | dziesięciopensówka (ten pence)       | dziesięciopensówka (ten pence)       | dziesięciopensówka (ten pence)       | dziesięciopensówka (ten pence)       | dziesięciopensówka (ten pence)       | dziesięciopensówka (ten pence)       | dziesięciopensówka (ten pence)       | dziesięciopensówka (ten pence)       | dziesięciopensówka (ten pence)       | dziesięciopensówka (ten pence)       | dziesięciopensówka (ten pence)       | dziesięciopensówka (ten pence)       | dziesięciopensówka (ten pence)       | dziesięciopensówka (ten pence)       | dziesięciopensówka (ten pence)       | dziesięciopensówka (ten pence)       | dziesięciopensówka (ten pence)       | dziesięciopensówka (ten pence)       | dziesięciopensówka (ten pence)       | dziesięciopensówka (ten pence)       | dziesięciopensówka (ten pence)       |
| 2/6        | £0,125   | półkorona (half crown)                | półkorona (half crown)                | półkorona (half crown)                |                                       |                                      |                                      |                                      |                                      |                                      |                                      |                                      |                                      |                                      |                                      |                                      |                                      |                                      |                                      |                                      |                                      |                                      |                                      |                                      |                                      |                                      |                                      |                                      |                                      |
| 20p        | £0,20    |                                       |                                       |                                       |                                       |                                      |                                      |                                      |                                      |                                      |                                      |                                      |                                      |                                      |                                      |                                      | dwudziestopensówka (twenty pence)    | dwudziestopensówka (twenty pence)    | dwudziestopensówka (twenty pence)    | dwudziestopensówka (twenty pence)    | dwudziestopensówka (twenty pence)    | dwudziestopensówka (twenty pence)    | dwudziestopensówka (twenty pence)    | dwudziestopensówka (twenty pence)    | dwudziestopensówka (twenty pence)    | dwudziestopensówka (twenty pence)    | dwudziestopensówka (twenty pence)    | dwudziestopensówka (twenty pence)    | dwudziestopensówka (twenty pence)    |
| 10/-       | £0,50    | banknot 10-szylingowy (ten shillings) | banknot 10-szylingowy (ten shillings) | banknot 10-szylingowy (ten shillings) | banknot 10-szylingowy (ten shillings) |                                      |                                      |                                      |                                      |                                      |                                      |                                      |                                      |                                      |                                      |                                      |                                      |                                      |                                      |                                      |                                      |                                      |                                      |                                      |                                      |                                      |                                      |                                      |                                      |
| 50p        | £0,50    |                                       |                                       | pięćdziesięciopensówka (fifty pence)  | pięćdziesięciopensówka (fifty pence)  | pięćdziesięciopensówka (fifty pence) | pięćdziesięciopensówka (fifty pence) | pięćdziesięciopensówka (fifty pence) | pięćdziesięciopensówka (fifty pence) | pięćdziesięciopensówka (fifty pence) | pięćdziesięciopensówka (fifty pence) | pięćdziesięciopensówka (fifty pence) | pięćdziesięciopensówka (fifty pence) | pięćdziesięciopensówka (fifty pence) | pięćdziesięciopensówka (fifty pence) | pięćdziesięciopensówka (fifty pence) | pięćdziesięciopensówka (fifty pence) | pięćdziesięciopensówka (fifty pence) | pięćdziesięciopensówka (fifty pence) | pięćdziesięciopensówka (fifty pence) | pięćdziesięciopensówka (fifty pence) | pięćdziesięciopensówka (fifty pence) | pięćdziesięciopensówka (fifty pence) | pięćdziesięciopensówka (fifty pence) | pięćdziesięciopensówka (fifty pence) | pięćdziesięciopensówka (fifty pence) | pięćdziesięciopensówka (fifty pence) | pięćdziesięciopensówka (fifty pence) | pięćdziesięciopensówka (fifty pence) |
| £1         | £1       | banknot 1-funtowy (one pound)         | banknot 1-funtowy (one pound)         | banknot 1-funtowy (one pound)         | banknot 1-funtowy (one pound)         | banknot 1-funtowy (one pound)        | banknot 1-funtowy (one pound)        | banknot 1-funtowy (one pound)        | banknot 1-funtowy (one pound)        | banknot 1-funtowy (one pound)        | banknot 1-funtowy (one pound)        | banknot 1-funtowy (one pound)        | banknot 1-funtowy (one pound)        | banknot 1-funtowy (one pound)        | banknot 1-funtowy (one pound)        | banknot 1-funtowy (one pound)        | banknot 1-funtowy (one pound)        | banknot 1-funtowy (one pound)        | banknot 1-funtowy (one pound)        | banknot 1-funtowy (one pound)        | banknot 1-funtowy (one pound)        | banknot 1-funtowy (one pound)        | banknot 1-funtowy (one pound)        |                                      |                                      |                                      |                                      |                                      |                                      |
| £1         | £1       |                                       |                                       |                                       |                                       |                                      |                                      |                                      |                                      |                                      |                                      |                                      |                                      |                                      |                                      | funt (one pound)                     |                                      |                                      |                                      |                                      |                                      |                                      |                                      |                                      |                                      |                                      |                                      |                                      |                                      |
| £5         | £5       | banknot 5-funtowy (five pounds)       | banknot 5-funtowy (five pounds)       | banknot 5-funtowy (five pounds)       | banknot 5-funtowy (five pounds)       | banknot 5-funtowy (five pounds)      | banknot 5-funtowy (five pounds)      | banknot 5-funtowy (five pounds)      | banknot 5-funtowy (five pounds)      | banknot 5-funtowy (five pounds)      | banknot 5-funtowy (five pounds)      | banknot 5-funtowy (five pounds)      | banknot 5-funtowy (five pounds)      | banknot 5-funtowy (five pounds)      | banknot 5-funtowy (five pounds)      | banknot 5-funtowy (five pounds)      | banknot 5-funtowy (five pounds)      | banknot 5-funtowy (five pounds)      | banknot 5-funtowy (five pounds)      | banknot 5-funtowy (five pounds)      | banknot 5-funtowy (five pounds)      | banknot 5-funtowy (five pounds)      | banknot 5-funtowy (five pounds)      | banknot 5-funtowy (five pounds)      | banknot 5-funtowy (five pounds)      | banknot 5-funtowy (five pounds)      | banknot 5-funtowy (five pounds)      | banknot 5-funtowy (five pounds)      | banknot 5-funtowy (five pounds)      |
| £10        | £10      | banknot 10-funtowy (ten pounds)       | banknot 10-funtowy (ten pounds)       | banknot 10-funtowy (ten pounds)       | banknot 10-funtowy (ten pounds)       | banknot 10-funtowy (ten pounds)      | banknot 10-funtowy (ten pounds)      | banknot 10-funtowy (ten pounds)      | banknot 10-funtowy (ten pounds)      | banknot 10-funtowy (ten pounds)      | banknot 10-funtowy (ten pounds)      | banknot 10-funtowy (ten pounds)      | banknot 10-funtowy (ten pounds)      | banknot 10-funtowy (ten pounds)      | banknot 10-funtowy (ten pounds)      | banknot 10-funtowy (ten pounds)      | banknot 10-funtowy (ten pounds)      | banknot 10-funtowy (ten pounds)      | banknot 10-funtowy (ten pounds)      | banknot 10-funtowy (ten pounds)      | banknot 10-funtowy (ten pounds)      | banknot 10-funtowy (ten pounds)      | banknot 10-funtowy (ten pounds)      | banknot 10-funtowy (ten pounds)      | banknot 10-funtowy (ten pounds)      | banknot 10-funtowy (ten pounds)      | banknot 10-funtowy (ten pounds)      | banknot 10-funtowy (ten pounds)      | banknot 10-funtowy (ten pounds)      |
| £20        | £20      |                                       |                                       |                                       | banknot 20-funtowy (twenty pounds)    | banknot 20-funtowy (twenty pounds)   | banknot 20-funtowy (twenty pounds)   | banknot 20-funtowy (twenty pounds)   | banknot 20-funtowy (twenty pounds)   | banknot 20-funtowy (twenty pounds)   | banknot 20-funtowy (twenty pounds)   | banknot 20-funtowy (twenty pounds)   | banknot 20-funtowy (twenty pounds)   | banknot 20-funtowy (twenty pounds)   | banknot 20-funtowy (twenty pounds)   | banknot 20-funtowy (twenty pounds)   | banknot 20-funtowy (twenty pounds)   | banknot 20-funtowy (twenty pounds)   | banknot 20-funtowy (twenty pounds)   | banknot 20-funtowy (twenty pounds)   | banknot 20-funtowy (twenty pounds)   | banknot 20-funtowy (twenty pounds)   | banknot 20-funtowy (twenty pounds)   | banknot 20-funtowy (twenty pounds)   | banknot 20-funtowy (twenty pounds)   | banknot 20-funtowy (twenty pounds)   | banknot 20-funtowy (twenty pounds)   | banknot 20-funtowy (twenty pounds)   | banknot 20-funtowy (twenty pounds)   |
| £50        | £50      |                                       |                                       |                                       |                                       |                                      |                                      |                                      |                                      |                                      |                                      |                                      |                                      |                                      |                                      | banknot 50-funtowy (fifty pounds)    | banknot 50-funtowy (fifty pounds)    | banknot 50-funtowy (fifty pounds)    | banknot 50-funtowy (fifty pounds)    | banknot 50-funtowy (fifty pounds)    | banknot 50-funtowy (fifty pounds)    | banknot 50-funtowy (fifty pounds)    | banknot 50-funtowy (fifty pounds)    | banknot 50-funtowy (fifty pounds)    | banknot 50-funtowy (fifty pounds)    | banknot 50-funtowy (fifty pounds)    | banknot 50-funtowy (fifty pounds)    | banknot 50-funtowy (fifty pounds)    | banknot 50-funtowy (fifty pounds)    |

## Monety obecnego systemu
Obecnie w użyciu są następujące monety:
- półpensówka (halfpenny), o wartości £0,005, w latach 1971–1984
- pensówka (one penny), £0,01, od 1971 r.
- dwupensówka (two pence), £0,02, od 1971 r.
- pięciopensówka (five pence), £0,05 od 1968 r.
- dziesięciopensówka (ten pence), £0,10, od 1968 r.
- dwudziestopensówka (twenty pence), £0,20, od 1982 r.
- dwudziestopięciopensówka (twenty-five pence), £0,25, 1971–1981, nie znajduje się w obiegu
- pięćdziesięciopensówka (fifty pence), £0,50, od 1969 r.
- moneta jednofuntowa (one pound), £1,00, od 1983 r. - do tego momentu krążył banknot o tym nominale
- moneta dwufuntowa (two pounds), £2,00, od 1986 na specjalne okazje, od 1997 r. w normalnym obiegu
- moneta pięciofuntowa (five pounds), £5,00, od 1990 r., nie znajduje się w obiegu

| Wartość | Średnica [ mm ] | Grubość [ mm ]                                  | Waga [ g ] | Skład                                                   | Brzeg |
| ------- | --------------- | ----------------------------------------------- | ---------- | ------------------------------------------------------- | --- |
| 1 p.    | 20,32           | 1,52 (brąz) 1,65 (stal pokryta miedzią)         | 3,56       | Brąz (do 1992) stal pokryta miedzią (od 1992)           | gładki |
| 2 p.    | 25,90           | 1,85 (brąz) 2,03 (stal pokryta miedzią)         | 7,13       | brąz (do 1992) stal pokryta miedzią (od 1992)           | gładki |
| 5 p.    | 18,00           | 1,70 (miedzionikiel) 1,89 (stal pokryta niklem) | 3,25       | miedź z niklem (do 2011) stal pokryta niklem (od 2012)  | ząbkowany |
| 10 p.   | 24,50           | 1,85 (miedzionikiel) 2,05 (stal pokryta niklem) | 6,50       | miedź z niklem (do 2011) stal pokryta niklem (od 2012)  | ząbkowany |
| 20 p.   | 21,40           | 1,70                                            | 5,00       | miedź z niklem                                          | gładki, siedmiokątny                                                                                           |
| 25 p.   | 38,61           | 2,89                                            | 28,28      | miedź z niklem                                          | ząbkowany, (nie spotykane w obiegu)                                                                            |
| 50 p.   | 27,30           | 1,78                                            | 8,00       | miedź z niklem                                          | gładki, siedmiokątny                                                                                           |
| £1      | 22,50           | 3,15                                            | 9,50       | nikiel z mosiądzem                                      | ząbkowany, z różnymi inskrypcjami                                                                              |
| £2      | 28,40           | 2,50                                            | 12,00      | wewnątrz miedź z niklem, na zewnątrz nikiel z mosiądzem | ząbkowany z tekstem STANDING ON THE SHOULDERS OF GIANTS ("stojąc na barkach olbrzymów" – słowa Izaaka Newtona) |
| £5      | 38,61           | 2,89                                            | 28,28      | miedź z niklem                                          | gładki, (nie spotykane w obiegu)                                                                               |

## Monety stosowane dawniej
Poniżej znajduje się lista stosowanych dawniej monet w Anglii. Do czasów zjednoczenia (1707 r.) w Szkocji niektóre monety miały inne wartości i wymiary.
Do grudnia 1717 r. gwinea stanowiła wartość od 20 do 30 szylingów; w tym roku ustanowiono ją na stałą wartość 21 szylingów.
Większość monet było wykonywanych ze srebra.
- 5 gwinei, o wartości 100 szylingów, od 1717 r. 105 s. (1668–1753)
- 5 funtów, ze złota (1826–1990)
- Triple Unite, o wartości 60s. (1642–1644)
- 50 szylingów (1656)
- 2 gwinee, 42s. (1664–1753)
- 2 funty, 40s. (1823–1937)
- Rose Ryal, 30s. (1604–1625)
- 1 gwinea, 21s. (1663–1799, (1813)
- Broad, 20s. (1656)
- suweren (Sovereign, Pound, potocznie quid), 20s. (1489–1604; (1817–1914)
- Laurel, 20s. (1619–1644?)
- Unite, 20s. (1604–1619; (1649–1662)
- Spur Ryal, 15s. (1604–1625)
- pół gwinei (Half Guinea), 10s. 6d. (1669–1813)
- pół suwerena (Half Sovereign), 10s. (1544–1553; (1603–1604; (1817–1937)
- dwie korony (Double Crown), 10s. (1604–1619; (1625–1662)
- pół funta (Halfpound), 10s. (1559–1602; (1642–44)
- Half Unite, 10s. (1642–43)
- Half Laurel, 10s. (1619–1625)
- Rose Noble, albo Ryal, początkowo 10s., od 1553 15s. (1464–1470, (1487, (1553–1603)
- trzecia część gwinei (Third Guinea), 7s. (1797–1813)
- nobel (Noble), początkowo 6s. 8d., od 1464 r. 8s. 4d. (1344–1464)
- anioł (Angel), 6s. 8d. (1461–1643)
- floren (Florin) lub dwa lamparty (Double Leopard) 6s. (1344)
- ćwierć gwinei (Quarter Guinea) 5s. 3d. (1718, (1762)
- korona (Crown) 5s. (1526–1965)
- korona róży (Crown of the Rose), 4s. 6d. (1526–1547)
- dwa floreny (Double Florin) 4s. (1887–1890)
- Half Noble pocz. 3s. 4d., od 1464 4s. 2d. (moneta bita w latach 1346–1438)
- pół anioła (Half Angel) 3s. 4d., potem 5s. 6d. (1470–1619)
- pół florena (Half Florin), lampart (Leopard) 3s. (1344) - bardzo rzadka
- pół korony (Half Crown) 2s. 6d. (1526–1969)
- ćwierć anioła (Quarter Angel) 2s., moneta ze złota (1547–1600)
- dwa szylingi/floren (Florin), 2s. (1848–1970) (**)
- dwadzieścia pensów 1s. 8d., moneta ze złota (1257–1265) - bardzo rzadka
- ćwierć nobla (Quarter Noble), 1s. 8d. (1344–1470)
- ćwierć florena lub Helm 1s. 6d., moneta ze złota (1344)
- szyling (Shilling, potocznie bob) 1s. (1502–1970) (**)
- sześciopensówka (Sixpence) 6d (1547–1970)
- Groat 4d (1279–1662, 1836–1862)
- trzypensówka (Threepence) 3d (1547–1970)
- Half Groat, 2d (1351–1662)
- dwupensówka (Twopence), 2d, miedziana w latach 1797–1798 (od 1668)
- półtora pensa (Three Halfpence) 1,5d (1561–1582, (1834–1870) (*)
- pensówka (Penny) 1d (757-1970)
- trzy ćwiartki (Three Farthings) 0,75d (1561–1582)
- półpensówka (Halfpenny) 0,5d (1272–1969)
- ćwiartka (Farthing) 0,25d (ok. 1200–1960)
- pół ćwierci (Half Farthing), 0,125d (1828–1868) (*)
- trzecia część ćwierci (Third Farthing), 0,08333d (1827–1913) (*)
- ćwierć ćwierci (Quarter Farthing), 0,0625d (1839–1868) (*)

- moneta szkocka Bawbee, 0,5d (1539–1697)

Monety oznaczone gwiazdką (*) miały być używane tylko w koloniach, ale były stosowane na całym obszarze Imperium Brytyjskiego.
Monety oznaczone dwiema gwiazdkami (**) od 1970 r. służyły jako monety o wartości 10p. (moneta 1 floren = 2s.) oraz jako monety 5p. (moneta 1 szyling). Równocześnie, w obiegu były nowe monety 10p. i 5p., które miały taki sam rozmiar jak stare monety 2s. i 1s. W 1990 r. i 1993 r. wprowadzono nowe monety 10p. i 5p., mniejsze od wcześniej używanych, zaś stare (2s. i 1s.) wycofano.

## Banknoty
Obecnie w obiegu znajdują się cztery banknoty o nominałach 5, 10, 20 i 50 funtów, emitowane przez Bank of England. Na awersie każdego z nich widnieje postać królowej Elżbiety II. (patrz: http://web.archive.org/web/20050525004928/http://www.bankofengland.co.uk/banknotes/current/index.htm). Od 2016 roku w obiegu występuje pierwszy brytyjski banknot polimerowy o nominale 5 funtów, natomiast od 14 września 2017 banknot polimerowy 10 funtów. 5 czerwca 2024 roku do obiegu wprowadzono banknoty z wizerunkiem króla Karola III.
| nominał | wymiary        | postać na rewersie                                    | kolor        |
| ------- | -------------- | ----------------------------------------------------- | ------------ |
| £5      | 135 mm × 70 mm | Elizabeth Fry (do 5 maja 2017 r.)                     | turkusowy    |
| £5      | 125mm × 65mm   | Winston Churchill (od 13 września 2016 r.)            | turkusowy    |
| £10     | 142 mm × 75 mm | Karol Darwin (do 1 marca 2018 r.)                     | pomarańczowy |
| £10     | 132mm x 69 mm  | Jane Austen (od 14 września 2017 r.)                  | pomarańczowy |
| £20     | 149 mm × 80 mm | Edward Elgar (do 30 czerwca 2010 r.)                  | fioletowy    |
| £20     | 149 mm × 80 mm | Adam Smith (od 13 marca 2007 r.)                      | fioletowy    |
| £20     | 139 mm × 73 mm | Joseph Mallord William Turner (od 20 lutego 2020 r.)  | fioletowy    |
| £50     | 156 mm × 85 mm | John Houblon (do 30 kwietnia 2014 r.)                 | czerwony     |
| £50     | 156 mm × 85 mm | Matthew Boulton i James Watt (od 2 listopada 2011 r.) | czerwony     |
| £50     | 146 mm × 77 mm | Alan Turing (od 23 czerwca 2021 r.)                   | czerwony     |

### Banknoty z Irlandii Północnej i Szkocji
Niektóre lokalne banki Szkocji i Irlandii Północnej emitują własne banknoty funta szterlinga. Nie są one jednak prawnym środkiem płatniczym, a jedynie rodzajem weksla (oficjalnie w krajach tych statusu prawnego środka płatniczego nie posiadają jednak żadne banknoty - nawet te emitowane przez Bank of England). Banknoty północnoirlandzkie i szkockie często nie są honorowane w Walii i Anglii i nie są przyjmowane w wielu kantorach poza Wielką Brytanią.

## Pieniądze używane w terytoriach zależnych
Na wszystkich terytoriach zamorskich Wielkiej Brytanii: Wyspie Św. Heleny, Falklandach, Wyspie Man, Wyspach Normandzkich (w Guernsey i Jersey) oraz w Gibraltarze w obiegu znajdują się waluty - funty Św. Heleny, falklandzkie, Guernsey, Jersey, Man i gibraltarskie związane w stosunku 1:1 z brytyjskim funtem szterlingiem, ale zasadniczo samodzielnie emitowane przez rządy tych terytoriów. W praktyce jednak używane są równolegle z funtami brytyjskimi (np. bankomaty oferują możliwość wypłaty zarówno w funtach brytyjskich, jak i w funtach lokalnych), oraz (zwłaszcza na terytoriach położonych w Europie) z euro.
Zasadniczo funty terytoriów zależnych nie mogą być używane poza tymi terytoriami, w praktyce jednak banki brytyjskie - zwykle po zbadaniu legalności ich pochodzenia - akceptują je i wymieniają na funty brytyjskie.